# Michael Johann von Traubenberg
Michail Michajlovič Traubenberg, nato Michael Johann Rausch von Traubenberg (in russo Михаил Михайлович Траубенберг?; Riga, 1722 – San Pietroburgo, 13 gennaio 1772), ricoprì vari incarichi di natura militare nella provincia di Orenburg. Partecipò alla soppressione della rivolta dei cosacchi dell'Ural del 1772 dove venne ucciso dai rivoltosi.

## Biografia
Nato in seno alla nobile famiglia livoniana dei Rausch von Traubenberg, entrò nel 1745 a far parte dell'esercito imperiale russo ed il 1 novembre 1770, dopo 25 anni di fedele servizio, venne premiato con la medaglia dell'Ordine di San Giorgio di IV grado.
Nel 1772 venne inviato nella città di Yaitsky per indagare sul rifiuto opposto dai cosacchi locali di aderire ai dettami dello stato centrale. Schieratosi apertamente con i propri superiori e col governo di San Pietroburgo, Traubenberg ordinò l'arresto della delegazione di firmatari guidata dal centurione Kirpichnikov, appena tornati da San Pietroburgo ove avevano presentato una petizione alla zarina Caterina II perché riconoscesse i loro antichi diritti. Fece inoltre giustiziare i cosacchi più accaniti.
L'11 gennaio i cosacchi iniziarono delle trattative col generale Traubenberg ma si rifiutarono di trattare fino a quando i delegati sopravvissuti fossero rimasti in carcere. Il 12 gennaio i cosacchi ribelli si riunirono nuovamente e concordarono di provare a mediare col generale zarista inviando in città una processione pacifica con sacerdoti, icone sacre e le famiglie dei cosacchi per dimostrare di non voler combattere, ma nel contempo di comprendere le loro richieste. La mattina del 13 gennaio nei pressi della casa del capo cosacco Tolkachev si raccolsero i cosacchi convenuti (3000-5000 persone) e da qui il gruppo partì alla volta della chiesa dei Santi Pietro e Paolo dove si tenne una celebrazione di preghiera. La processione si spostò quindi tra canti e preghiere a sud, verso la cattedrale di San Michele Arcangelo.
Von Traubenberg, giudicando tal assembramento pericoloso, intimò loro di abbandonare la città e tramite il suo capitano di servizio diede nel contempo l'ordine di preparare l'artiglieria della cittadella. Ad un suo ordine, il capitano Sergei Durnovo aprì il fuoco sulla folla a distanza ravvicinata. Sul colpo morirono un centinaio di persone tra cui molte donne e bambini; molti furono i feriti. I partecipanti alla processione iniziarono a dividersi nelle case a lato della strada, mentre lungo la strada apparvero 500 cosacchi in rivolta che si gettarono ad attaccare coraggiosamente le posizioni d'artiglieria della città.
Il generale von Traubenberg con alcuni suoi ufficiali s rifugiò nella fortezza della città. Il generale riuscì a nascondersi sotto il porticato della struttura ma venne scoperto, ucciso a sciabolate dai cosacchi e gettato sopra un cumulo di spazzatura nei pressi. Gli altri ufficiali, tra cui il capitano Durnovo, il tenente Skipin, il caposquadra Suetin e 25 dragoni furono feriti e catturati. I rimanenti dragoni furono catturati incolumi.